# Mornac
Mornac is een gemeente in het Franse departement Charente (regio Nouvelle-Aquitaine). De plaats maakt deel uit van het arrondissement Angoulême. Mornac telde op 1 januari 2022 2.115 inwoners.

## Geografie
De oppervlakte van Mornac bedroeg op 1 januari 2022 23,48 vierkante kilometer; de bevolkingsdichtheid was toen 90,1 inwoners per km².
Het bosgebied Bois Blanc strekt zich over 219 ha uit over het zuiden van de gemeente.
De onderstaande kaart toont de ligging van Mornac met de belangrijkste infrastructuur en aangrenzende gemeenten.

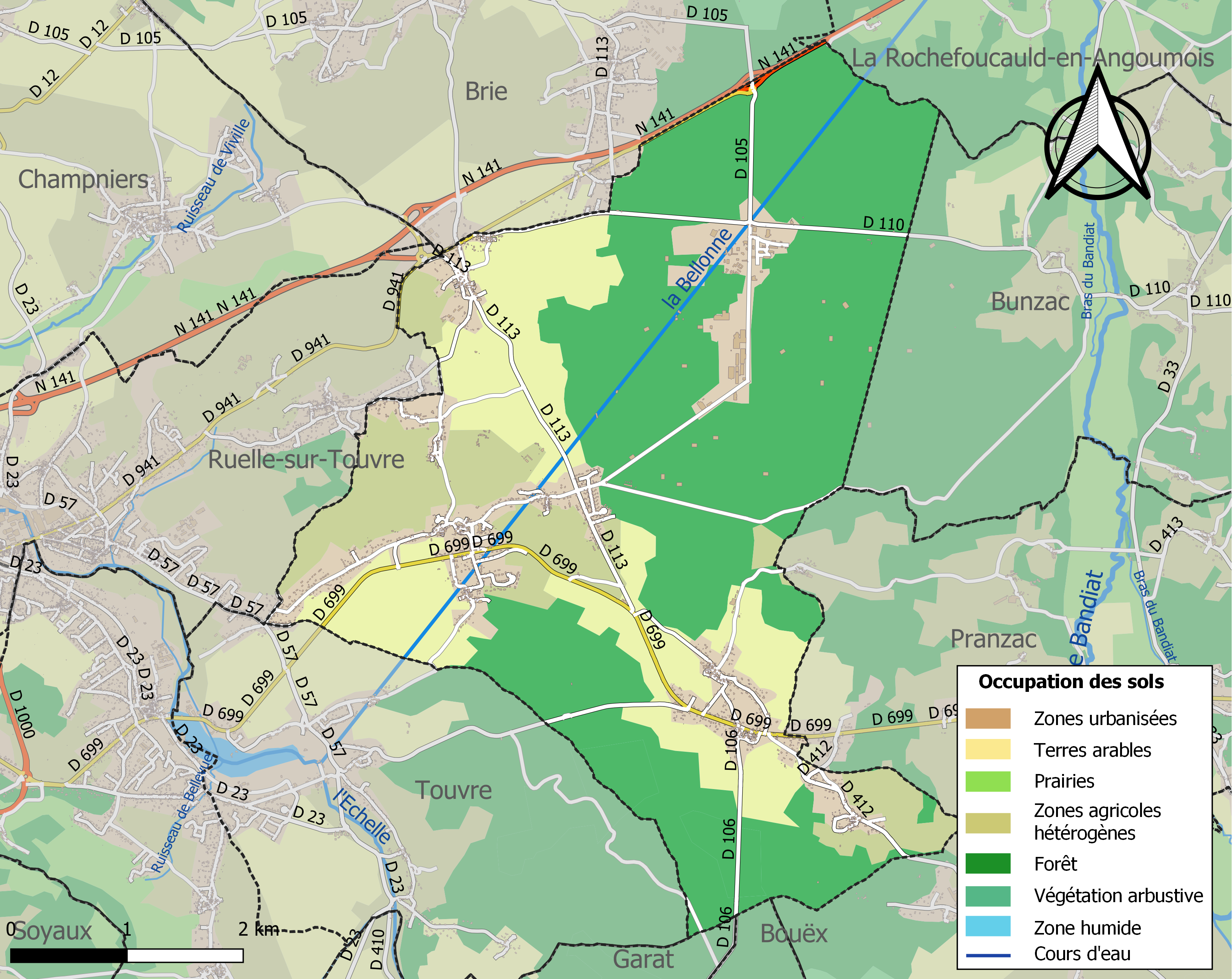

## Demografie
Onderstaande figuur toont het verloop van het inwonertal (bron: INSEE-tellingen).